# Сіуела
Сіуела (ісп. Cihuela) — муніципалітет в Іспанії, у складі автономної спільноти Кастилія-і-Леон, у провінції Сорія. Населення — 73 особи (2010).
Муніципалітет розташований на відстані близько 180 км на північний схід від Мадрида, 55 км на південний схід від Сорії.

## Демографія
Динаміка населення (INE ):

## Галерея зображень

Розташування муніципалітету Сіуела